# Новачок
Новачок — людина, яка тільки починає свою роботу з чим-небудь, вивчення чого-небудь, або яка недавно з'явилася на роботі, у школі чи в іншому колективі.

## Комп'ютерні ігри та Інтернет
Нуб (сленг, від англ. newbie - новачок) — новачок у будь-якій області в Інтернеті, частіше — недосвідчений учасник або користувач мережевих або онлайн-ігор, рідше — новинних груп, операційних систем або Інтернету взагалі. Нуб, в першу чергу, це недосвідчений користувач, на відміну від ламера.
Наприклад, на деяких тематичних конференціях відповіддю на дуже прості, або дурні й безглузді питання новачків часто звучить: «Вчи матчастину!» («RTFM»), що означає: перш ніж ставити такі питання, користувачеві слід було б ознайомитися з довідкою, FAQ, відвідати тематичні форуми або просто послухати / почитати, що говорять досвідченіші люди.
«Нубство» у комп'ютерних іграх — гравці, які не вміють користуватися ігровим приладдям, простіше кажучи — недосвідчені гравці, у кого немає елементарних знань.